# Zonanthus cubensis
Zonanthus cubensis är en gentianaväxtart som beskrevs av August Heinrich Rudolf Grisebach. Zonanthus cubensis ingår i släktet Zonanthus och familjen gentianaväxter. Inga underarter finns listade i Catalogue of Life.